# Sphaerephesia chilensis
Sphaerephesia chilensis är en ringmaskart som beskrevs av Fauchald 1974. Sphaerephesia chilensis ingår i släktet Sphaerephesia och familjen Sphaerodoridae. Inga underarter finns listade i Catalogue of Life.